# Endless love, Eternal love
「Endless love, Eternal love」（エンドレス・ラヴ エターナル・ラヴ）は、2012年7月11日にリリースされた鈴木雅之の36枚目のシングル。

## 解説
2012年コラボレートシングル三部作の第二弾となる本作はキヨサク（MONGOL800）の作詞・作曲による楽曲。
鈴木とキヨサクの会話のやりとりの中から楽曲テーマが生まれ、そのテーマを基にキヨサクが書きあげた。アレンジは柿崎洋一郎が担当。
カップリングには、MONGOL800のカバー「小さな恋のうた」を収録。鈴木はジャイブ／ジャンプ・ブルース風にカバーし、この曲に新たな魅力を与えている。
初回仕様限定盤には、フライヤー（スペシャル特典：・Endless love賞 1組2名様『鈴木雅之 CDジャケット撮影体験!追加募集!!』・Eternal love賞 5名様『鈴木雅之から電話がかかってくる魅惑のテレフォンコール!!』）が封入された。

## 収録曲
| 全作詞・作曲: キヨサク、全編曲: 柿崎洋一郎。 |                                                 |          |            |      |
| #                                            | タイトル                                        | 作詞     | 作曲・編曲 | 時間 |
| 1.                                           | 「Endless love, Eternal love」                  | キヨサク | キヨサク   | 5:25 |
| 2.                                           | 「小さな恋のうた」                              | キヨサク | キヨサク   | 4:38 |
| 3.                                           | 「Endless love, Eternal love 〜Instrumental〜」 | キヨサク | キヨサク   | 5:22 |
| 合計時間:                                    | 合計時間:                                       | 15:25    |            |      |